# 小竹岩楠
小竹 岩楠（しの いわぐす、1874年（明治7年）10月18日 - 1933年（昭和8年）10月5日）は、日本の実業家。郷里の和歌山県で日高川水力電気での水力発電事業を成功させたのち、南紀白浜温泉を開発。明光バスなども設立した。

## 来歴・人物
和歌山県日高郡島村（現・御坊市）に生まれる。小学校、中学校時代を首席で通し、1893年に御坊村の小竹家の養子となった。
和歌山県立和歌山中学校（現・和歌山県立桐蔭高等学校）を経て、1894年に高等高等商業学校（現・一橋大学）に進学した。
同校を病気で中退後、鎌倉市の円覚寺で2年間修行し、和歌山に帰郷し兄弟で家業の木材業を再興し、資産家となった。
日高郡で初となる製材所として、1901年に日高製材所を設立。さらに1910年には日高電灯を、1912年には日の出紡績を、それぞれ設立した。
1916年に日高川水力電気を設立し、のちに同社社長にも就任。日高川に水力発電所を建設するなどし、地元の有力実業家となり、1919年にはリゾート開発を行うため、白浜土地建物を設立し、南紀白浜温泉の開発を進めた。
白浜温泉の利便性向上のための交通整備を目的に、1922年に紀勢自動車を、1930年には明光バスを、相次いで設立した。熱心な浄土真宗の信者でもあった。